# Município de Pleasant (condado de Madison, Ohio)
O município de Pleasant (em inglês: Pleasant Township) é um município localizado no condado de Madison no estado estadounidense de Ohio. No ano de 2010 tinha uma população de 3.043 habitantes e uma densidade populacional de 37,93 pessoas por km².

## Geografia
O município de Pleasant encontra-se localizado nas coordenadas 39° 44′ 20″ N, 83° 17′ 17″ O. Segundo o Departamento do Censo dos Estados Unidos, o município tem uma superfície total de 80,24 km², da qual 80,23 km² correspondem a terra firme e (0,01 %) 0,01 km² é água.

## Demografia
Segundo o censo de 2010, tinha 3.043 habitantes residindo no município de Pleasant. A densidade populacional era de 37,93 hab./km². Dos 3.043 habitantes, o município de Pleasant estava composto pelo 97,77 % brancos, o 0,3 % eram afroamericanos, o 0,26 % eram amerindios, o 0,56 % eram asiáticos, o 0,2 % eram de outras raças e o 0,92 % eram de uma mistura de raças. Do total da população o 1,38 % eram hispanos ou latinos de qualquer raça.